# 愛がこわいの
「愛がこわいの」（あいがこわいの）は、1996年8月21日に発売された永井みゆきの5枚目のシングル。ジャケット写真は篠山紀信が撮影した。

## 収録曲
1. 愛がこわいの
作詞：たかたかし／作曲：桧原さとし／編曲：伊戸のりお
2. 愛がこわいの（オリジナル・カラオケ）
3. かざぐるま
作詞：森川ゆう／作曲：水森英夫／編曲：伊戸のりお
4. かざぐるま（オリジナル・カラオケ）